# Armaño
Armaño es una localidad perteneciente al municipio de Cillorigo de Liébana, en la comarca de Liébana (Cantabria, España). Se encuentra a 366 m s. n. m. y dista 400 metros de Tama, la capital municipal. En 2024 contaba con 36 habitantes, que eran 20 hombres y 16 mujeres (INE).

## Patrimonio
De su patrimonio arquitectónico destacan la ermita de Santa Lucía y la iglesia parroquial de San Juan.

## Personajes ilustres
De Armaño se dice que era oriundo Régulo, padre de Santo Toribio de Liébana. También en esta localidad vivió de niña la escritora y pionera feminista gallega Concepción Arenal, de cuyo apellido el pueblo tiene casa solariega. Su padre había nacido en el pueblo. En Armaño, Concepción aprendió latín y leyó los libros de derecho y filosofía de su padre.